# Allan (voornaam)
De naam Allan is afgeleid van het Latijnse Allinus dat "rots" betekent.
De naam is een vernoeming van de heilige Sint Allinus die zowel genoemd wordt als bisschop van Angers (Duitsland) als Renatus (Frankrijk). De katholieke naamdag van Allan is op 15 oktober.

## Bekende naamdragers
- Allan Simonsen (voetballer), Deense voetballer en voetbalcoach